# Duca di Dino
Il Duca di Dino era un titolo nobiliare del Regno di Napoli, e successivamente del Regno delle Due Sicilie.
Il titolo fa riferimento all'isola di Dino nel Mar Tirreno, di fronte a Praia a Mare in Calabria ed è stato  creato il 9 novembre 1815 da Re Ferdinando per il diplomatico e statista francese Charles Maurice de Talleyrand-Périgord, in riconoscimento del suo servizio al Congresso di Vienna.
Talleyrand cedette il titolo a suo nipote Edmond il 2 dicembre 1817. Per evitare lo scioglimento delle proprietà, Edmond cedette il titolo al secondo figlio Alexandre (marito di Valentine de Sainte-Aldegonde), mentre suo figlio maggiore Louis fu designato Duca di Valençay e successivamente ereditò il Ducato di Sagan. Alexandre a sua volta cedette la proprietà al figlio maggiore Maurice. Alexandre e Maurice furono designati come III e IV Duca di Dino, ma il trasferimento della proprietà associata all'interno della famiglia non aveva il potere di modificare l'ordine di successione secondo il brevetto originale. Il maggiore dei discendenti di Edmond, Hélie de Talleyrand-Périgord (1859–1937), fu confermato Duca di Dino da Vittorio Emanuele III di Savoia nel 1912, dopo che il Regno delle Due Sicilie aveva cessato di esistere nel 1861 durante il processo di unificazione italiana. L'ultimo erede maschio al titolo, Hélie de Talleyrand-Périgord (1882–1968) morì nel 1968: suo padre era il fratello minore di quel Maurice de Talleyrand-Périgord (1843–1917) che aveva portato il titolo di IV Duca, pur non essendolo de jure.
Nel 1975 l'ex re d'Italia Umberto II di Savoia emanò un diploma confermando Manuel Gonzalez de Andia, Marchese di Villahermosa come Duca di Dino, con un rimando, in mancanza di eredi maschi, alla figlia maggiore Maria Luisa e suo marito. Manuel era il figlio di Luis Dreyfus y Gonzalez de Andia, Marchese di Villahermosa (figlio di Auguste Dreyfus dalla sua seconda moglie) e Félicie de Talleyrand-Périgord, sorella dell'ultimo Duca. 

## Titolari
- Charles-Maurice de Talleyrand-Périgord (1754–1838), I Duca di Dino
- Edmond de Talleyrand-Périgord (1787–1872), II Duca di Dino, nipote del precedente
- Louis de Talleyrand-Périgord (1811–1898), III Duca di Dino, figlio del precedente
- Boson de Talleyrand-Périgord (1832–1910), IV Duca di Dino, figlio del precedente
- Hélie de Talleyrand-Périgord (1859–1937), V Duca di Dino, figlio del precedente
- Boson de Talleyrand-Périgord (1867–1952), VI Duca di Dino, fratello del precedente
- Hélie de Talleyrand-Périgord (1882–1968), VII Duca di Dino, cugino del precedente
- Manuel Gonzalez de Andia (1909–2005), VIII Duca di Dino, nipote materno del precedente
- Maria Louisa Gonzalez de Andia (1932–2015), IX Duca di Dino, figlia del precedente
- Javier de Villegas y Gonzalez de Andia, (1961–viv.), figlio della precedente

## Fonti
- Guy Stair Sainty, Succession to the Talleyrand titles. Almanach de la Cour. Accessed 18 August 2013.
- Paul Theroff, Talleyrand. An Online Gotha. Accessed 18 August 2013.